# سنگ مادر
سنگ مادر (انگلیسی: Parent rock) در علوم زمین به سنگ اصلی یا اولیه‌ای گفته می‌شود که از آن سنگ یا خاک جوان‌تر تشکیل می‌شود. در فرایند خاک‌زایی، سنگ مادر (یا ماده زایا) معمولاً تأثیر زیادی بر ماهیت خاک تشکیل‌شده دارد. برای نمونه، خاک رس از گل‌سنگ پدید می‌آید، در حالی که خاک ماسه‌ای بر اثر هوازدگی ماسه‌سنگ تشکیل می‌شود. سنگ مادر ممکن است از نوع سنگ رسوبی، سنگ آذرین یا سنگ دگرگونی باشد. در زمینه سنگ‌های دگرگونی، منظور از سنگ مادر (یا سنگ آغازین)، سنگ اولیه پیش از فرایند دگرگونی است.